# 篠原昭登
篠原 昭登（しのはら あきと、1927年(昭和2年) - 2020年(令和2年)6月28日）は、里山、風景洋画家。長野県茅野市出身。日展会員　一水会運営委員　元小学校教師。

## 人物
この節の出典:
- 1945年、終戦の年に旧制諏訪中学（現在の長野県諏訪清陵高等学校）を卒業[2]。翌年、兄が戦地から帰還したのを機に、教師になるために上京。
- 1949年、東京第三師範学校美術科（現在の東京学芸大学）卒業。教員となり東京都練馬区立開進第二小学校に奉職。
- 1951年、洋画家の巨匠、田崎廣助に師事。田崎の研究会に弟子入りする。
- 1952年、第14回一水会に出品、初入選。以後毎年出品。
- 1954年、結婚。
- 1958年、第1回日展に初入選。以後毎年出品。
- 1964年、練馬区立谷原小学校に3年生の二学期に転入して来た現代美術家大竹伸朗を担任として受け持つ[3]。
- 1968年、一水会会員推挙、
- 1977年、一水会委員推挙、
- 1984年、茅野市美術館協議委員になる。練馬区立南が丘小学校（南田中）を最後に退職。
- 1986年、茅野市美術協会会長になる。（1992年まで7期勤める）東京から茅野市へ帰住。月刊雑誌『短歌』角川書店（現在は角川学芸出版が発行）発行の表紙を1年間受け持つ。
- 1989年、茅野市芸術文化協会設立、副会長就任。（1993年まで4期勤める）
- 1993年､茅野市芸術文化協会会長となる。（1997年まで4期勤める）
- 1999年、一水会常任委員に推挙される。
- 2002年、長野日報に｢里山｣を連載する。（以後2004年まで続く。画集｢里山-スケッチとその想い｣にまとめられる。）
- 2004年、第36回日展審査員委嘱。
- 2005年、日展会員に推挙される。
- 2014年、一水会運営委員に推挙される。
- 2020年、6月28日逝去[4]｡
- 2022年、7月10日、茅野市美術館でコロナ禍の影響で3年ぶりに「第64回茅野市美術展」が開催された。長年の茅野市美術協会の発展に貢献した業績を称え、「篠原昭登賞」が特別に設けられ、宮坂昭吉の「法華堂」が選ばれた[5]｡

## 展覧会
この節の出典:
- 1952年 - 第14回一水会に「郊外｣出品、初入選。以後毎年出品。
- 1958年 - 第1回日展に「甲斐駒｣を出品、初入選。以後毎年出品。
- 1962年 - 第1回泉4人展（一水会の石川三郎、越智節昇、柴岡寬保、篠原昭登）開催、以後1977年まで続く。
- 1967年 - 第29回一水会展「車山｣で佳作賞受賞。
- 1969年 - 諏訪丸光百貨店内画廊、みやこ美術で第1回個展開催。以後、同画廊にて多くの個展を開いている。（まるみつ百貨店(旧:諏訪丸光百貨店)閉店以後、画廊は茅野駅内商業施設ベルビア[7]内に移動。）
- 1970年 - 第32回一水会展「雪の横岳｣で佳作賞受賞。
- 1974年 - 蓼科高原ヴィラB＆Bホテルで第3回個展開催。
- 1975年 - 第37回一水会展「ふもとの村｣で佳作賞受賞。
- 1976年 - 第38回一水会展「柿の実の熟すころ｣で佳作賞受賞。
- 1984年 - 茅野市美術館で自選展。
- 1989年 - 茅野市駅内ベルビア内岡島ローヤル会館で第8回個展「篠原昭登油絵展｣開催。
- 1990年 - 諏訪市のアートプラザ108岩波画廊[8]で第9回個展開催。以後同画廊にて数多くの個展を開いている。第22回日展「朝倉山五月｣で特選受賞。
- 1994年 - 第26回日展「和田村五月｣で特選受賞。
- 2003年 - 茅野市美術館で第13回個展「―篠原昭登油絵展・画集出版記念―｣第42回一水会選抜展「八島ヶ原湿原｣出品。
- 2008年 - 篠原昭登展「八ヶ岳山麓に魅せられて　(茅野市美術館主催)
- 2015年 - 篠原昭登展　八ヶ岳山麓に生きる(茅野市美術館主催)
- 2021年 - 4月～茅野市美術館にて「篠原昭登　-八ヶ岳山麓に抱かれて」展､開催[9]｡

## 主な作品収蔵先
この節の出典:
- 茅野市中央公民館（旧茅野市文化センター）「早春の八ヶ岳山麓」1976年
- 諏訪郡富士見町御射山神戸区公民館　「御射山神戸五月｣2005年
- 茅野市立湖東小学校　「霧ヶ峰高原（八島）｣1966年
- 茅野市立米沢小学校　「湿地初冬｣2009年
- 昭和薬科大学「八ヶ岳早春｣1989年
- 八ヶ岳総合博物館　「わら屋根と小川｣1977年
- 茅野市美術館（茅野駅併設施設）「和田村五月｣1994年　他
- 諏訪市美術館 （片倉館敷地内）「早春の山里｣1978年
- 伊東近代美術館 （伊東酒造私設）「池のくるみ湿地」1994年　他
- 市立岡谷美術考古館「山村初冬｣1977年
- 信州高遠美術館　「伊那谷五月｣1995年
- 長野県立美術館　「朝倉山五月｣1990年
- 白馬三枝美術館（安曇野アートライン）「青木湖三月」1997年　他

## 著書
- 『月刊教育美術』 - 教育美術振興会1957年 6月18巻 7号  18～20頁　専科と担任(藤院隆､ 戸口輝夫､ 篠原昭登　共著)国立国会図書館
- 『スケッチ・ノート』(篠原昭登、本山唯雄、張替真宏<３人一水会>、宮田武彦<春陽会>　共作)　みみずく・アートシリーズ　視覚デザイン研究所　1986年刊行(それぞれの作者のスケッチの技法をカラー写真でわかりやすく収録)ISBN 978-4915009341
- （表紙絵）月刊雑誌『短歌』角川書店　1986年1月号～12月号。. NCID AN00286283
- 『里山に生きて-篠原昭登画集』長野日報社　2003年刊行
- 『里山-スケッチとその想い』(長野日報紙2002年から2004年連載)長野日報社　2004年刊行(里山風景のスケッチと共に本人の随筆が収録されている。)
- （表紙絵「みどりの初夏・小泉山」）『わたしたちはこうして里山を再生した・小泉山から未来の子どもたちへ』小泉山体験の森創造委員会  関塚正嗣(諏訪東京理科大学教授〈2006年時点〉) 監修　信濃毎日新聞社　2006年刊行(小泉山[11]周辺の有志が作った、小泉山体験の森創造委員会と、茅野市立玉川小学校の生徒達が一緒に小泉山の森での活動を通して、自然保護活動を未来へ繋いで行く体験記)ISBN 978-4784070381
- 篠原昭登展　図録 ｢八ヶ岳山麓に生きる ｣= Akito Shinohara/アルテリア　茅野市美術館　2015年刊行国立図書館